# Evropski komisar za evropsko sosedsko politiko in pogajanja o širitvi
Evropski komisar za evropsko sosedsko politiko in pogajanja o širitvi (tudi: Evropski komisar za širitev Evropske unije) je član Evropske komisije, pristojen za področje širitvene politike unije ter sosedskih odnosov.

## Seznam komisarjev
| #  | Ime                                            | Država    | Mandat    | Predsednik komisije  |
| -- | ---------------------------------------------- | --------- | --------- | -------------------- |
| 1. | Günter Verheugen Stranka evropskih socialistov | Nemčija   | 1999–2004 | Romano Prodi         |
| 2. | Janez Potočnik ALDE                            | Slovenija | 2004      | Romano Prodi         |
| 3. | Olli Rehn ALDE                                 | Finska    | 2004–2010 | Manuel Barosso       |
| 4. | Štefan Füle Stranka evropskih socialistov      | Češka     | 2010–2014 | Manuel Barosso       |
| 5. | Johannes Hahn Evropska ljudska stranka         | Avstrija  | 2014–2019 | Jean-Claude Juncker  |
| 6. | Olivér Várhelyi Evropska ljudska stranka       | Madžarska | 2019-2024 | Ursula von der Leyen |
| 7. | Marta Kos Renew Europe                         | Slovenija | 2024-     | Ursula von der Leyen |